# Lucaina greeni
'Lucaina greeni es una especie de escarabajo de alas de red perteneciente a la familia Lycidae.
 Se encuentra distribuido en América del Norte. Esta especie recibe su nombre del taxónomo de lícidos John Wagener Green.